# Déjà Vu (canción de Bob Taylor e Inna)
«Déjà Vu» es una canción del músico rumano Bob Taylor y la cantante rumana Inna para el primer álbum de estudio de esta última, Hot (2009). Lanzada en 2009, fue escrita y producida por Sebastian Barac, Radu Bolfea y Marcel Botezan. Musicalmente, es un sencillo dance, y originalmente contenía las voces de la cantante rumana Alessia. Sin embargo, después de una disputa sobre la compensación entre Taylor y ella, la canción fue entregada a Inna, aunque la versión anterior ya había sido lanzada.
Al estrenar la nueva versión de «Déjà Vu», Taylor e Inna optaron por usar seudónimos antes de revelar sus identidades más adelante. Para promover el sencillo, Tom Boxer filmó un video musical en un club en Neptun, Rumania, e inicialmente no presentó a Inna hasta que otra versión del videoclip mostró imágenes de ella en Turquía. Comercialmente, la pista experimentó éxito en Europa, alcanzando el top 10 en las listas de Grecia, Rusia, Francia y Rumanía, entre otras. «Déjà Vu» recibió una certificación de oro por la Asociación Neerlandesa de Productores e Importadores de Portadores de Imagen y Sonido (NVPI) tras vender 10 000 copias en los Países Bajos.

## Lanzamiento y controversia
Inicialmente, a principios de 2009 se lanzó una versión de la canción con la voz de la cantante rumana Alessia, y fue comparada con el primer sencillo de Inna, «Hot» (2008), en ese momento. La pista fue acreditada a Bogdan Croitoru, también conocido como Fizz, quien optó por usar el seudónimo de Bob Taylor. Sin embargo, luego de una disputa sobre la compensación, los artistas decidieron renunciar a su colaboración y Alessia exigió que sus vocales fueran reemplazadas por otras, aunque «Déjà Vu» ya había experimentado éxito comercial en Rumania y había sido reproducida en varios clubes nocturnos. En particular, la pista fue entregada a Inna para volver a grabarla. Según Alessia, cuya voz es un semitono más alta que la de Inna, esta última tuvo una desventaja al volver a grabar la canción, ya que no estaba en su tonalidad, pero no se pudo cambiar porque la canción ya estaba terminada.
La nueva versión, que es un sencillo dance, con las vocales de Inna inicialmente estuvo disponible para su consumo acreditada a Bob Taylor y Anni (Inna al revés), ya que los artistas querían «permanecer en la sombra» según se informa porque «la audiencia rumana tiene algunos prejuicios». Tras un tiempo de especulación y controversia, las identidades de ambos artistas fueron finalmente reveladas, con Inna escribiendo en su sitio web: «Considero que una buena canción puede promoverse y escucharse sin saber quién la compone o quién la interpreta. Con la ayuda de 'Déjà Vu', he mostrado esto y, miren, una vez más, ustedes, el público, tuvieron la mayor participación. Se los agradezco y no olviden que ustedes son los únicos que pueden hacer un éxito con una canción.»

## Vídeo musical

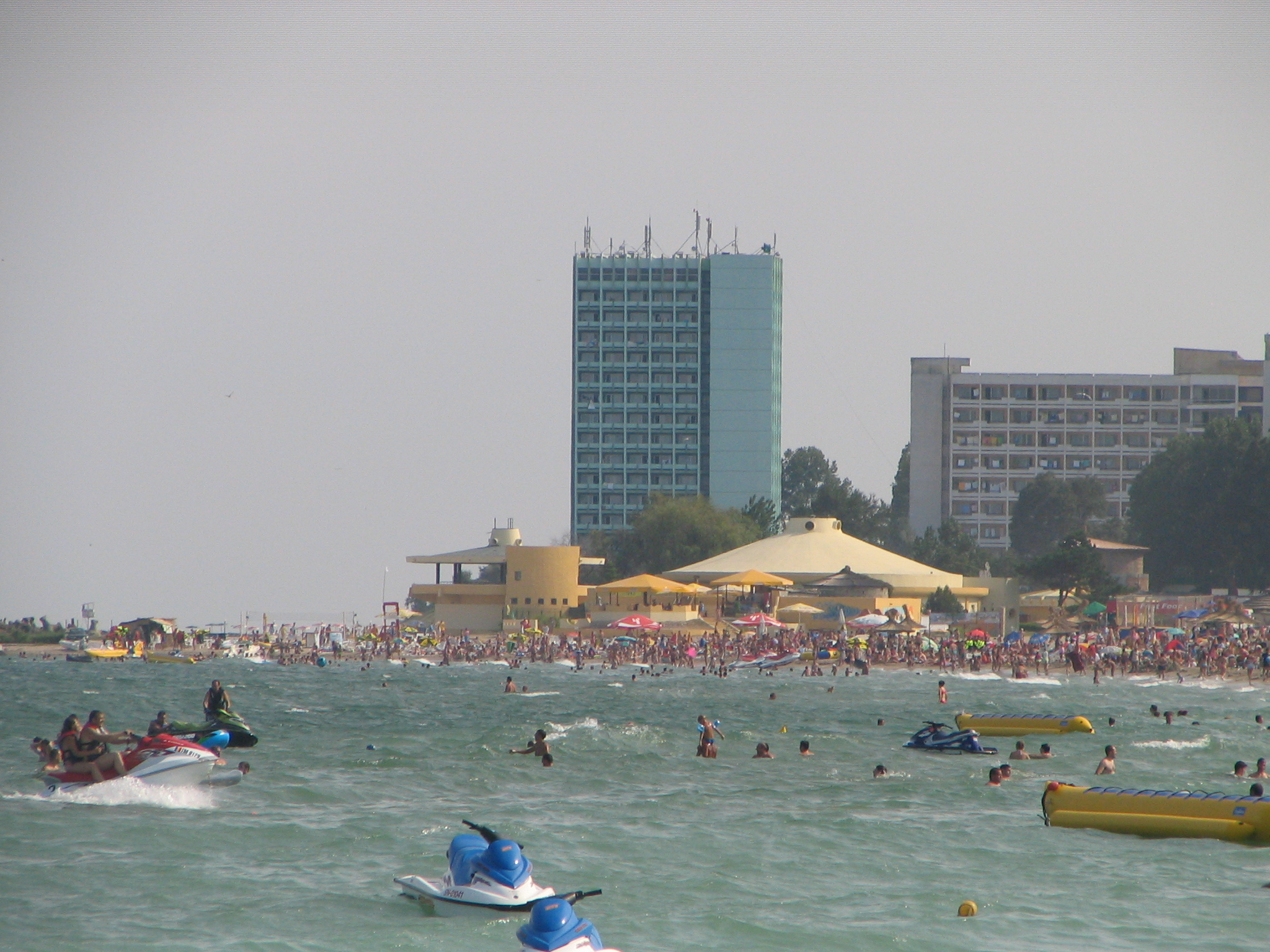
El video musical de «Déjà Vu» fue filmado por Tom Boxer en un club en Neptun, Rumania.

Un video musical de acompañamiento para «Déjà Vu» fue filmado en junio de 2009 por Tom Boxer en un club en Neptun, Rumania. Fue filmado en el período de los argumentos de Alessia y Croitoru sobre la compensación, con Inna inicialmente no apareciendo en él, antes de que se lanzara otra versión el 7 de noviembre de 2009 incorporando imágenes de la cantante en Turquía. El video empieza con un vaso que cae frente a un fondo negro, se rompe, y luego se ve a Taylor mezclarse en un club. Después de esto, se muestra un enfoque con bailarinas femeninas y un grupo de personas en una fiesta. Posteriormente, una chica que lleva un vestido naranja pasea por el club y, finalmente, atrae la atención de un hombre, con ella sentada en el bar y mirando a otro mezclando bebidas. Después de que el grupo de personas, incluidos hombres enmascarados, se presenten en la pista de baile, el videoclip termina con una foto de una camiseta blanca con una figura azul desconocida. Las escenas intercaladas en el video principal retratan a Inna posando con un traje de baño durante un viaje en barco, junto con imágenes de altavoces o dos hombres en topless luchando con pantalones amarillos deportivos.

## Recepción
Tras su lanzamiento, «Déjà Vu» experimentó éxito comercial en Europa. En el Top 100 de Rumania, la canción alcanzó el puesto número siete en agosto de 2009, ingresando también en el top 10 en varios países. Mientras que la pista logró posicionarse en el número dos en Grecia, alcanzó el número cuatro en Rusia, y en Francia, donde ha vendido 15,400 copias registradas a partir de 2010, se convirtió en el sexto éxito top 10 de Inna en dicho país tras alcanzar el número seis. De manera adicional, en la lista PROMUSICAE de España, «Déjà Vu» debutó en el número 31 el 2 de mayo de 2010 y ascendió al número 15 el 15 de agosto de 2010, permaneciendo por 26 semanas consecutivas. Después de que el sencillo fuera incluido en el álbum recopilatorio Clubland 18 una semana antes de su lanzamiento en el Reino Unido, alcanzó el número 60 en el UK Singles Chart. En Austria, «Déjà Vu» debutó en el número 25, convirtiéndose en el debut más alto de Inna en dicho país y su primer sencillo en ingresar en el top 40. El sencillo también alcanzó el top 10 en Países Bajos, donde recibió una certificación de oro por la Asociación Neerlandesa de Productores e Importadores de Portadores de Imagen y Sonido (NVPI) tras vender 10 000 copias en el país.

## Formatos
- Versiones oficiales y remezclas[C]

1. «Déjà Vu» (Radio Edit) – 3:27
2. «Déjà Vu» (Play & Win Radio Edit Version) – 4:24
3. «Déjà Vu» (UK Radio Edit Version) – 2:33
4. «Déjà Vu» (Wideboys Stadium Radio Edit) - 3:19
5. «Déjà Vu» (Wideboys Stadium Club Remix) - 5:58
6. «Déjà Vu» (Wideboys Stadium Dub Remix) - 5:59
7. «Déjà Vu» (N-Force Radio Edit) – 3:02
8. «Déjà Vu» (N-Force Mix) – 5:27

## Personal
Créditos adaptados de las notas de Hot.
- Bob Taylor – voz principal
- Inna – voz principal
- Sebastian Barac – productor, compositor
- Radu Bolfea – productor, compositor
- Marcel Botezan – productor, compositor

## Posicionamiento en listas
| Austria         | Ö3 Austria Top 40    | 25 |
| Bélgica         | Ultratop 50 Flanders | 15 |
| Bélgica         | Ultratop 50 Wallonia | 10 |
| Eslovaquia      | Rádio Top 100        | 72 |
| España          | PROMUSICAE           | 15 |
| Francia         | SNEP                 | 6  |
| Grecia          | Greece Digital Songs | 2  |
| Hungría         | Dance Top 40         | 12 |
| Países Bajos    | Dutch Top 40         | 7  |
| Países Bajos    | Single Top 100       | 9  |
| Polonia         | Dance Top 50         | 24 |
| Reino Unido     | UK Dance             | 8  |
| Reino Unido     | UK Singles           | 60 |
| República Checa | Rádio Top 100        | 16 |
| Rumania         | Romanian Top 100     | 7  |
| Rusia           | Tophit               | 4  |
| Suiza           | Schweizer Hitparade  | 27 |

| Bélgica      | Ultratop 50 Flanders     | 75  |
| Bélgica      | Ultratop 50 Wallonia     | 41  |
| Francia      | SNEP                     | 99  |
| Francia      | France Airplay           | 72  |
| Países Bajos | Dutch Top 40             | 39  |
| Europa       | European Hot 100 Singles | 100 |

## Certificaciones
| País | Certificación | Ventas |
| --- | ------------- | ------ |
| Francia (SNEP) | Ninguna       | 15 400 |
| Países Bajos (NVPI) | Oro           | 10 000 |
| *cifras de ventas basadas únicamente en la certificación xcifras no especificadas basadas únicamente en la certificación |               |        |

## Historial de lanzamiento
| Región        | Fecha                   | Formato          | Discográfica        |
| ------------- | ----------------------- | ---------------- | ------------------- |
| Países Bajos  | 11 de noviembre de 2009 | Descarga digital | Spinnin'            |
| Países Bajos  | 2009                    | CD               | Spinnin'            |
| Francia       | 1 de enero de 2010      | Roton            | Descarga digital    |
| Francia       | 2010                    | CD               | Airplay • Universal |
| Unión Europea | 20 de junio de 2009     | CD               | Airplay • Universal |
| Alemania      | 1 de enero de 2010      | EP digital       | B1 • Universal      |
| España        | 13 de abril de 2010     | Descarga digital | Vale                |
| Italia        | 27 de abril de 2010     | Descarga digital | Roton               |
| Reino Unido   | 14 de noviembre de 2010 | CD promocional   | 3 Beat              |